# Pedro de Alconchel
Pedro de Alconchel, llamado el Trompeta, fue un soldado español al servicio de Francisco Pizarro en la campaña de conquista del Imperio inca. Era oriundo de la villa de Alconchel en Badajoz, España.

## Biografía
En los apuntes extremeños pocos datos se tienen de este personaje, puesto que el sobrenombre de Alconchel, posiblemente lo adoptara cuando andaba en la conquista de Perú al servicio de Francisco Pizarro como soldado y trompeta de la expedición española al tomar el control de los territorios peruanos. En la lista de Navarro del Castillo, y referente a la Villa de Alconchel (Badajoz), figuran tres Pedro; dos de apellido López que obtuvieron licencia para pasar a Indias el 9 de marzo de 1517, y otro de apellido Pantoja que unos días antes había conseguido el permiso para trasladarse a Indias.
Aunque es difícil saber cual de los tres es el personaje correcto, lo que si se sabe por crónicas indianas, es que el tal Pedro de Alconchel casaba en Perú y se le adjudicaban dos encomiendas cerca de la ciudad de Lima, según se desprende de la referida crónica: «La provincia de Cañete fue sujeta en 1536 a la organización de las Encomiendas, siendo los partidarios de Pizarro los primeros favorecidos en este sistema de reparto de tierras e indígenas. Uno de ellos fue Don Pedro de Alconchel, llamado el Trompeta, a quien le sería adjudicada la encomienda de Chilca y Mala.
En estos asentamientos peruanos (a la manera de la usanza inca), se restablecieron los “tambos” por mandato del virrey para brindar sustento y posada a las fuerzas españolas que se vieran obligadas a desplazamientos. Para tal servicio de ayuda, el tambo de Mala estaba a cargo de Pedro de Alconchel y de su mujer, doña Maria de Aliaga.

## La invasión de Perú
Antes de estas fechas, cuando en mayo de 1532 Francisco Pizarro desembarcaba en Túmbez en la costa peruana; los 167 españoles que le acompañaban, iniciaban la invasión del Imperio incaico. Con grandes inconvenientes y pocas comodidades, caminaban cansados y temerosos al adentrarse en aquellos difíciles parajes de empinadas laderas. Su objetivo era encontrarse con Atahualpa, señor de aquel vasto Imperio, que acompañado por unos 40.000 guerreros, descansaba en una especie de balneario-santuario en las inmediaciones de la ciudad de Cajamarca.
Por sus colaboradores y espías, Atahualpa, ya estaba al tanto de que se acercaba una partida de famélicos y desarrapados extranjeros a los que pensaba prender y destruir de un simple manotazo; pero al Inca del territorio peruano esta ilusoria confianza le iba a jugar una mala pasada, porque el sorprendido y prendido iba a ser él, cuando imprevistamente el 16 de noviembre de 1532 era apresado por los españoles en la plaza de Cajamarca estando rodeado de sus generales y de su numeroso ejército. Después de que el Inca había cumplido su promesa de llenar una estancia de piezas y vasijas de oro, el 26 de julio de 1533, Atahualpa era ajusticiado en la misma plaza de Cajamarca.

## Las actuaciones de Pedro de Alconchel
Cuando llegaron los españoles a Perú, el imperio estaba en guerra entre los dos herederos que se disputaban la corona, Atahualpa y Huáscar. Esta situación de enfrentamiento favorecía las aspiraciones de Pizarro, y éste inteligentemente tomó partido por Atahualpa que era el que estaba mejor posicionado militar y políticamente. 
El cometido de Pedro de Alconchel en la hueste de Pizarro era el de ser trompeta de la expedición peruana, pero Francisco Pizarro debería tenerle estima puesto que el tal Alconchel fue el soldado de confianza del caudillo trujillano durante esa campaña. Cuando por diferencias de criterio entre Diego de Almagro y Pizarro se produjo la ejecución de Atahualpa, antes de llevarse a cabo, el Inca había encomendado sus hijos a Pizarro; de este hecho se levantó el acta correspondiente, actuando como testigos Pedro de Alconchel, Juan Delgado, Lucas Martínez Vegaso y algunos otros más. 
Una vez liquidado el asunto que retenía en Cajamarca a los de Pizarro (la fundición del oro que había aportado Atahualpa, el reparto del tesoro entre los españoles, la ejecución del Inca y el nombramiento del Inca-títere Túpac Hualpa), los españoles se dispusieron a tomar la ciudad imperial del Cuzco y salieron para recorrer el largo y difícil camino andino que les separaba desde Cajamarca. El último tramo que les quedaba para llegar hasta Cuzco, era geográficamente el más difícil y complicado del trayecto que separaba la ciudad de Jauja de la capital del Imperio.
Como el camino estaba lleno de dificultades y los guerreros indígenas del general quiteño Rumiñavi, que ocupaban el Cuzco, atacaban con frecuencia a los españoles en aquel trayecto para que desistieran de tomar la capital del Imperio, Pizarro ordenó a Hernando de Soto que saliera en misión de avanzadilla con los mejores 70 jinetes para evitar que los guerreros quiteños destruyeran los puentes colgantes que había en el trayecto.
Después de pasar el río Apurímac, y cuando ascendían los soldados de Hernando de Soto por la pendiente opuesta, fueron atacados por unos 4000 indígenas. En aquellas fragosas pendientes nada podían hacer los caballos y la batalla estuvo a punto de costarle la vida a los españoles que milagrosamente se salvaron al caer la noche. Sobre la una de la madrugada el sonido de una trompeta les devolvió la esperanza y al día siguiente, los guerreros de Rumiñahui se llevaron la gran sorpresa al encontrarse que los españoles se habían duplicado con las fuerzas aportadas por Pedro de Alconchel. Al día siguiente, la batalla de Vilcaconga era ganada por los españoles que estuvieron a punto de perecer.

## Relaciones con Pizarro
A finales de 1534 Francisco Pizarro se disponía a escoger el sitio adecuado para fundar la ciudad de Lima, y uno de sus asesores en este cometido era Pedro de Alconchel, de quien las crónicas recogen que fue ampliamente favorecido por Pizarro asignándole dos lucrativas encomiendas en la provincia de Cañete, que ya se han mencionado, las de Chilca y Mala.
Precisamente en Mala el 13 de noviembre de 1537, Francisco Pizarro y Diego de Almagro sostenían una entrevista con el fin de buscar un arreglo a la posesión de Cuzco. Esta entrevista posiblemente se realizó en el “tambo” que regentaba Alconchel. No hubo acuerdo entre ambos caudillos y de esta desavenencia se derivaría la primera guerra civil entre los conquistadores. Alconchel se estableció en Mala donde pasaría el resto de sus días. 
En la crónica La raíz india de Lima, el historiador peruano Raúl Porras Barrenechea, recoge algunos comentarios que hiciera Pedro de Alconchel sobre las transformaciones, tanto sociales como estructurales que sufrió el territorio después de que se fundó Lima. Entre las observaciones de Alconchel, destaca el estado de pobreza en que quedaron los indios y las talas de árboles frutales indígenas que se hicieron para que los españoles construyeran sus casas.